# Примак, Павел Александрович
Павел Александрович Примак (1911—1943) — советский военнослужащий. Участник Великой Отечественной войны. Герой Советского Союза (1944, посмертно). Гвардии младший сержант.

## Биография
Павел Александрович Примак родился в 1911 году в городе Благовещенске, административном центре Амурской области Российской империи (ныне город, административный центр Амурской области Российской Федерации) в крестьянской семье. Русский. Образование неполное среднее. До войны трудился разнорабочим на различных предприятиях Благовещенска. Перед призывом на военную службу работал грузчиком в магазине.
В ряды Рабоче-крестьянской Красной Армии П. А. Примак был призван Благовещенским районным военкоматом в феврале 1943 года. Окончил полковую школу младших командиров, получил воинскую специальность пулемётчика станкового пулемёта. В боях младший сержант П. А. Примак с августа 1943 года на Брянском фронте в должности пулемётчика 2-й пулемётной роты 218-го гвардейского стрелкового полка 77-й гвардейской стрелковой дивизии 61-й армии. Боевое крещение принял в боях за город Болхов во время Орловской наступательной операции. После завершения операции 61-я армия была выведена в резерв и 6 сентября 1943 года была включена в состав Центрального фронта. Гвардии младший сержант П. А. Примак участвовал в Черниговско-Припятской операции, в составе своего подразделения форсировал реку Десну, освобождал город Чернигов. Особо отличился при форсировании реки Днепр и в боях за удержание плацдарма на его правом берегу.
Преодолев с боями за 30 дней более 300 километров, 77-я гвардейская дивизия 26 сентября вышла к Днепру в районе села Неданчичи Репкинского района Черниговской области Украинской ССР. В ночь с 26 на 27 сентября 1943 года передовые отряды 218-го гвардейского стрелкового полка под яростным огнём противника форсировали реку и захватили плацдарм у деревни Демарка Комаринского района Полесской области Белорусской ССР. Во время переправы пулемётчик Примак, расположившись на носу десантной лодки, подавлял огневые точки противника. После высадки на правый берег Павел Александрович со своим пулемётом зашёл во фланг контратакующей немецкой пехоте и открыл шквальный огонь, чем обеспечил продвижение своих стрелковых частей. В бою за удержание плацдарма 27 сентября П. А. Примак выдвинул пулемёт на позицию впереди своей пехоты и кинжальным огнём отразил четыре вражеские контратаки. Был ранен, но не покинул поля боя. Уничтожил две огневые точки и до 20 немецких солдат и офицеров. Погиб, сражённый осколком вражеского снаряда.
Указом Президиума Верховного Совета СССР «О присвоении звания Героя Советского Союза генералам, офицерскому, сержантскому и рядовому составу Красной Армии» от 15 января 1944 года за «образцовое выполнение боевых заданий командования по форсированию реки Днепр и проявленные при этом мужество и героизм» удостоен звания Героя Советского Союза посмертно.
Похоронен П. А. Примак в братской могиле советских воинов в селе Неданчичи Репкинского района Черниговской области Украины.

## Награды
- Медаль «Золотая Звезда» (15.01.1944, посмертно);
- орден Ленина (15.01.1944, посмертно).

## Документы
- Общедоступный электронный банк документов «Подвиг Народа в Великой Отечественной войне 1941—1945 гг.» Дата обращения: 30 марта 2013. Архивировано из оригинала 13 марта 2012 года.

Представление к званию Героя Советского Союза. Дата обращения: 30 марта 2013. Архивировано 10 апреля 2013 года.
Указ Президиума Верховного Совета СССР о присвоении звания Героя Советского Союза. Дата обращения: 30 марта 2013. Архивировано 10 апреля 2013 года.